# Ялинка фонтанна

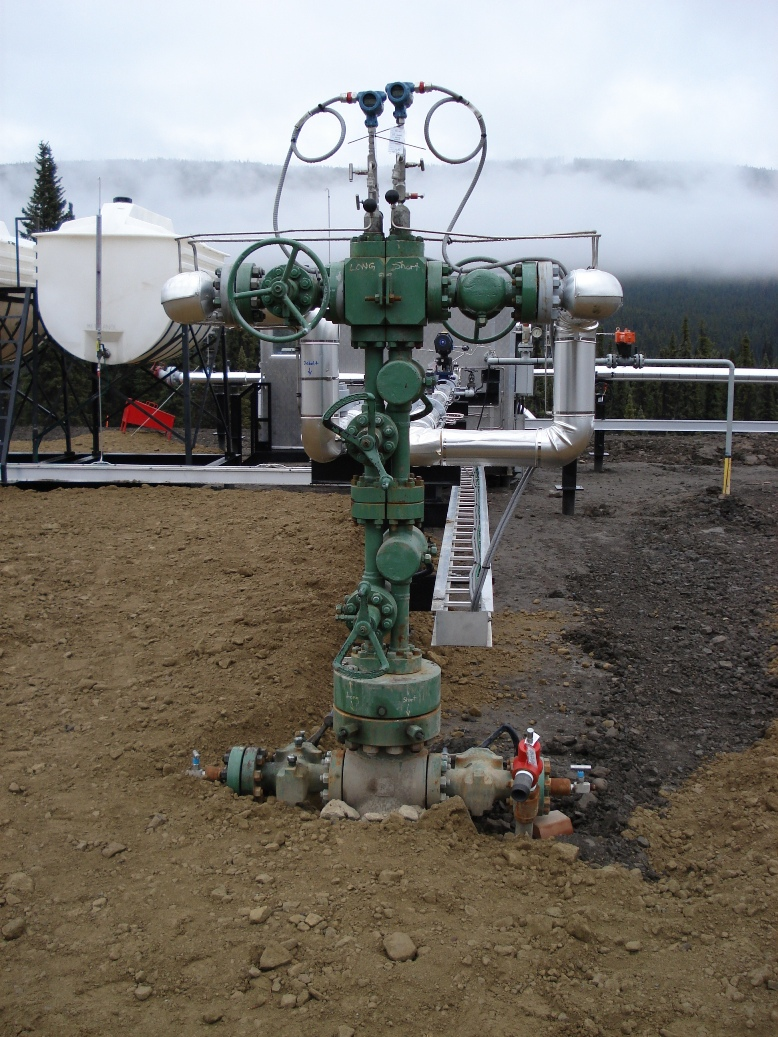
Ялинка фонтанна.

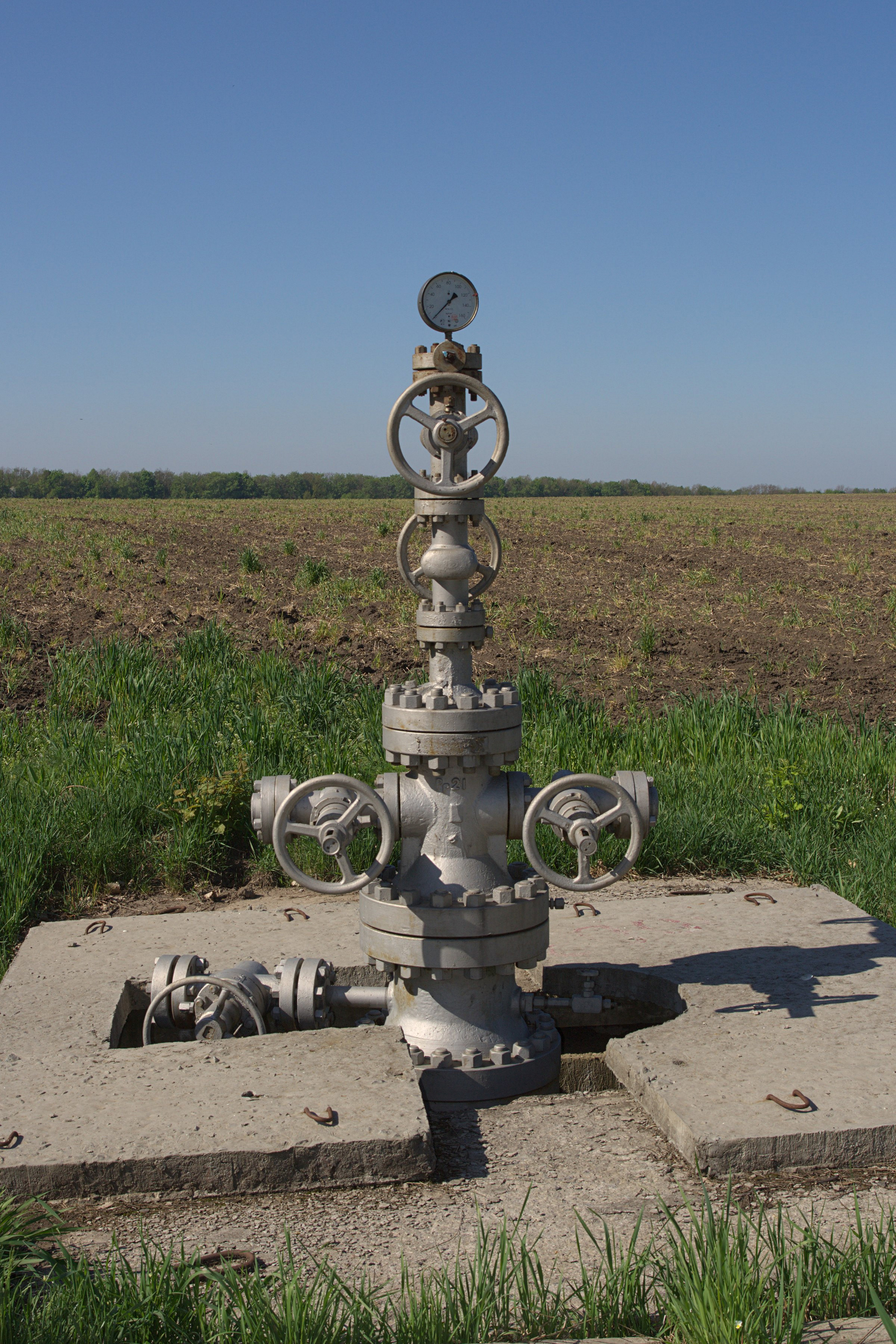
Ялинка фонтанна на рекультивованому полі (Солохівське родовище).

Яли́нка фонта́нна (рос. фонтанная елка; англ. Christmas-tree (X-tree); нім. Eruptionskreuz n; Eruptionskopf m) — частина фонтанної арматури, за допомогою якої здійснюється контроль і регулювання фонтанних свердловин. Верхня частина фонтанної арматури, яка призначена для напрямлення продукції свердловини у викидну лінію, регулювання режиму експлуатації, встановлення спеціальних пристроїв для опускання свердловинних приладів або скребків, вимірювання тиску й температури, а також для проведення деяких технологічних операцій.
Фонтанна ялинка являє собою з'єднання товстостінних сталевих трійників, хрестовин і засувок.

## Інтернет-ресурси
- RAG-Austria.at Produktion, abgerufen am 19. Februar 2015.